# گاز فوتون
گاز فوتون (به انگلیسی: Photon gas) در فیزیک، مجموعه‌ای از فوتون‌هاست که دارای ویژگی‌هایی مشابه گاز عادی است. خواص مشترک فراوانی چون فشار، دما و آنتروپی. معمولترین نمونه گاز فوتون در حالت تعادل، تابش جسم-سیاه
یک گاز را می‌توان توسط ۳ تابع‌حالت توصیف کرد، در جسم سیاه توزیع انرژی به وسیله اندرکنش فوتون‌ها و ماده -به طور مثال دیواره ظرف- تعیین می‌شود. در چنین اندرکنشی تعداد فوتون‌ها پایسته نیست، در نتیجه پتانسیل شیمیایی صفر است. این امر موجب می‌شود تعداد توابع حالت از ۳ به ۲ کاهش یابد (دما و حجم).